# Al-Salmiya Sporting Club
Al Salmiya Club (en árabe: نادي السالمية الرياضي‎) es un club de fútbol kuwaití de la ciudad de Ciudad de Kuwait. Fue fundado en 1974 y juega en la Premier League Kuwaití.

## Palmarés

### Torneos nacionales
- Premier League Kuwaití (4): 1981, 1995, 1998, 2000
- Copa del Emir de Kuwait (2): 1993, 2001
- Copa de la Corona de Kuwait (2): 2001, 2016
- Copa Al-Khurafi (1): 1999/2000

## Uniforme
- Uniforme titular: Camiseta Esmeralda, pantalón Blanco, medias Blancas.
- Uniforme alternativo: Camiseta Blanca, pantalón Blanco, medias Blancas.

## Jugadores

### Jugadores destacados
- André Macanga
- Bashar Abdullah

## Entrenadores

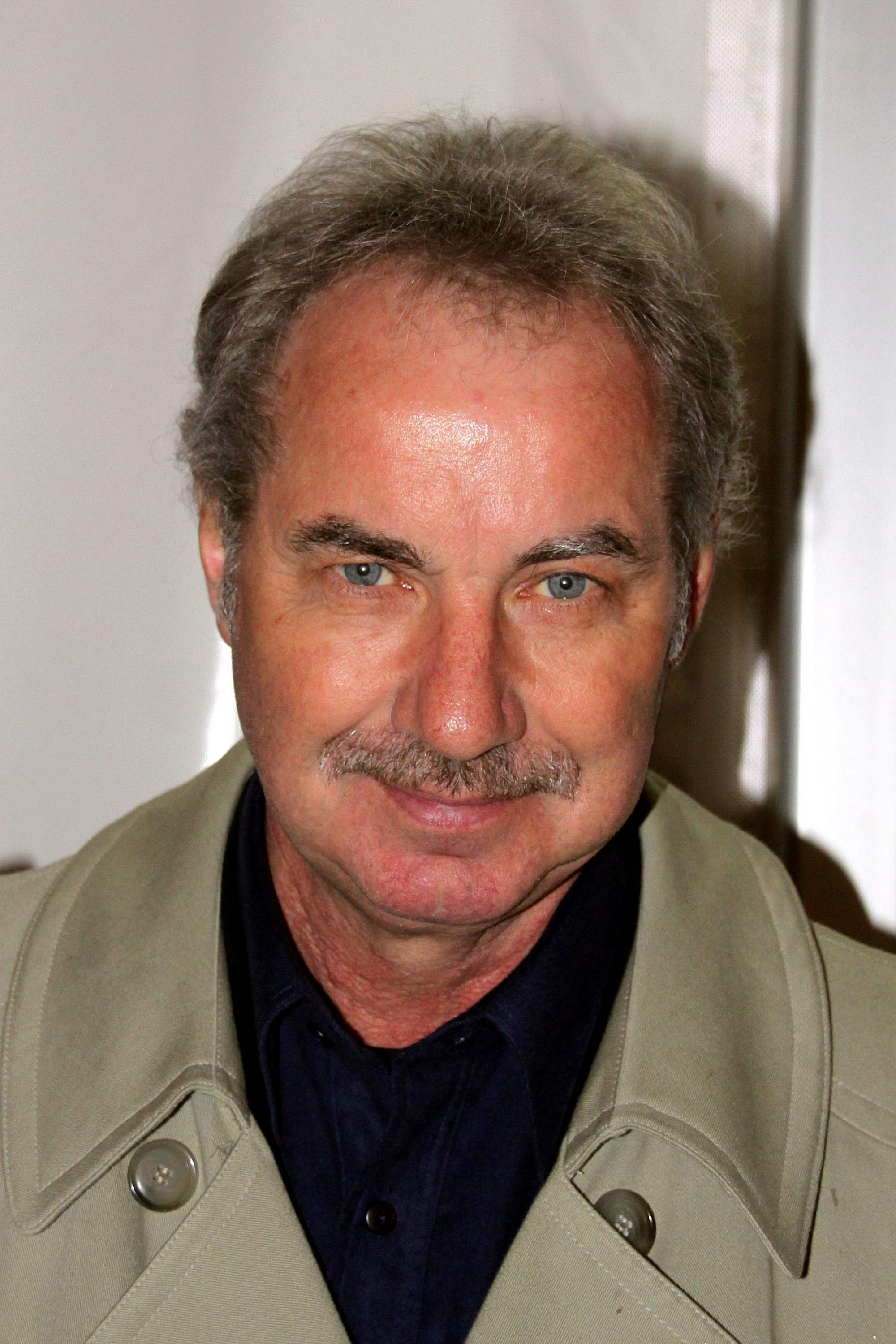
Alfred Riedl dirigió al Salmiya de 2001 a 2003.

| Periodo   | Nombre              | Nacionalidad         |
| --------- | ------------------- | -------------------- |
| 1991–94   | Gildo Rodrigues     | Brasil               |
| 1995–96   | David Roberts       | Inglaterra           |
| 1996      | Saleh Al Asfoor     | Kuwait               |
| 1998      | Alexandru Moldovan  | Rumania              |
| 1999–00   | William Thomas      | Bélgica              |
| 2000–01   | Ivan Buljan         | Croacia              |
| 2001      | Adel Abdul Nabi     | Kuwait               |
| 2001–03   | Alfred Riedl        | Austria              |
| 2005–06   | Saleh Al Asfoor     | Kuwait               |
| 2006–07   | Sándor Egervári     | Hungría              |
| 2007–08   | Neca                | Portugal             |
| 2008      | Mohammed Ibrahem    | Kuwait               |
| 2008–09   | Mihai Stoichiță     | Rumania              |
| 2009      | Saleh Zakaria       | Kuwait               |
| 2009–10   | Tamás Krivitz       | Hungría              |
| 2010      | Saleh Zakaria       | Kuwait               |
| 2010–11   | Zijad Švrakić       | Bosnia y Herzegovina |
| 2011      | Muhammad Karam      | Kuwait               |
| 2011–13   | Sanjin Alagic       | Bosnia y Herzegovina |
| 2013–14   | Mihai Stoichiţă     | Rumania              |
| 2014–17   | Mohammed Dehelees   | Kuwait               |
| 2017–18   | Abdel Aziz Hamada   | Kuwait               |
| 2018–19   | Miloud Hamdi        | Argelia              |
| 2019–20   | Salman Awad         | Kuwait               |
| 2020–2021 | Mohammed Al Mashaan | Kuwait               |
| 2021      | Thamer Enad         | Kuwait               |
| 2021      | Hatem Al Moadab     | Túnez                |
| 2021–     | Mohammed Ibrahem    | Kuwait               |